# Chung kết Cúp bóng đá Nam Mỹ 2021
Chung kết Cúp bóng đá Nam Mỹ 2021 là một trận đấu bóng đá nhằm xác định đội vô địch của Cúp bóng đá Nam Mỹ 2021. Trận đấu này là trận chung kết lần thứ 47 của Cúp bóng đá Nam Mỹ, giải đấu bốn năm một lần được tranh tài bởi các đội tuyển nam quốc gia thành viên của CONMEBOL. Trận đấu được tổ chức tại Sân vận động Maracanã ở Rio de Janeiro, Brasil vào ngày 10 tháng 7 năm 2021 và là cuộc cham trán giữa hai đối thủ lớn: Argentina và đội chủ nhà của giải đấu Brasil.
Argentina đã giành chiến thắng 1–0 trong trận đấu để đoạt danh hiệu Copa América thứ 15 và là danh hiệu đầu tiên kể từ năm 1993, qua đó chấm dứt cơn khát danh hiệu dài 28 năm và giúp người đội trưởng Lionel Messi có được danh hiệu lớn đầu tiên ở cấp độ đội tuyển quốc gia trong sự nghiệp của mình. Argentina cũng cân bằng kỷ lục của Uruguay về số lần vô địch Cúp bóng đá Nam Mỹ.

## Đường đến trận chung kết
| VT | Đội       | ST | Đ  |
| -- | --------- | -- | -- |
| 1  | Argentina | 4  | 10 |
| 2  | Uruguay   | 4  | 7  |
| 3  | Paraguay  | 4  | 6  |
| 4  | Chile     | 4  | 5  |
| 5  | Bolivia   | 4  | 0  |

| VT | Đội        | ST | Đ  |
| -- | ---------- | -- | -- |
| 1  | Brasil (H) | 4  | 10 |
| 2  | Perú       | 4  | 7  |
| 3  | Colombia   | 4  | 4  |
| 4  | Ecuador    | 4  | 3  |
| 5  | Venezuela  | 4  | 2  |

## Trận đấu

### Chi tiết
| Argentina      | 1–0      | Brasil |
| -------------- | -------- | ------ |
| - Di María 22' | Chi tiết |        |

| Argentina | Brazil |

| GK                  | 23 | Emiliano Martínez  |     |     |
| RB                  | 4  | Gonzalo Montiel    | 89' |     |
| CB                  | 13 | Cristian Romero    | 79' |     |
| CB                  | 19 | Nicolás Otamendi   | 81' |     |
| LB                  | 8  | Marcos Acuña       |     |     |
| CM                  | 7  | Rodrigo De Paul    | 68' |     |
| CM                  | 5  | Leandro Paredes    | 33' | 54' |
| CM                  | 20 | Giovani Lo Celso   | 51' | 63' |
| RF                  | 10 | Lionel Messi (c)   |     |     |
| CF                  | 22 | Lautaro Martínez   | 79' |     |
| LF                  | 11 | Ángel Di María     | 79' |     |
| Vào sân thay người: |    |                    |     |     |
| MF                  | 18 | Guido Rodríguez    | 54' |     |
| DF                  | 3  | Nicolás Tagliafico | 63' |     |
| DF                  | 6  | Germán Pezzella    | 79' |     |
| FW                  | 15 | Nicolás González   | 79' |     |
| MF                  | 14 | Exequiel Palacios  | 79' |     |
| Huấn luyện viên:    |    |                    |     |     |
| Lionel Scaloni      |    |                    |     |     |

| GK                  | 23 | Ederson          |     |     |
| RB                  | 2  | Danilo           |     |     |
| CB                  | 4  | Marquinhos       | 82' |     |
| CB                  | 3  | Thiago Silva (c) |     |     |
| LB                  | 16 | Renan Lodi       | 70' | 76' |
| CM                  | 5  | Casemiro         |     |     |
| CM                  | 8  | Fred             | 3'  | 46' |
| RW                  | 7  | Richarlison      |     |     |
| AM                  | 17 | Lucas Paquetá    | 72' | 76' |
| LW                  | 19 | Everton          | 63' |     |
| CF                  | 10 | Neymar           |     |     |
| Vào sân thay người: |    |                  |     |     |
| FW                  | 20 | Roberto Firmino  | 46' |     |
| FW                  | 18 | Vinícius Júnior  | 63' |     |
| DF                  | 13 | Emerson Royal    | 76' |     |
| FW                  | 21 | Gabriel Barbosa  | 76' |     |
| Huấn luyện viên:    |    |                  |     |     |
| Tite                |    |                  |     |     |

| Cầu thủ xuất sắc nhất trận: Ángel Di María (Argentina) Trợ lý trọng tài: Carlos Barreiro (Uruguay) Martín Soppi (Uruguay) Trọng tài thứ tư: Diego Haro (Peru) Trọng tài thứ năm: José Antelo (Bolivia) Trợ lý trọng tài video: Andrés Cunha (Uruguay) Giám sát trợ lý trọng tài video: Daniel Fedorczuk (Uruguay) Alexander Guzmán (Colombia) Jhon Ospina (Colombia) | Luật của trận đấu - 90 phút. - 30 phút của hiệp phụ nếu cần thiết. - Loạt sút luân lưu nếu vẫn có tỷ số hòa. - Có tối đa 12 cầu thủ dự bị. - Được phép thay tối đa 5 cầu thủ dự bị, và được phép thay thêm 1 cầu thủ dự bị thứ sáu trong hiệp phụ. |

### Thống kê
|                | Argentina | Brasil |
| -------------- | --------- | ------ |
| Bàn thắng      | 1         | 0      |
| Sút            | 6         | 13     |
| Sút trúng đích | 2         | 2      |
| Kiểm soát bóng | 40%       | 60%    |
| Phạm lỗi       | 19        | 22     |
| Thẻ vàng       | 5         | 4      |
| Thẻ đỏ         | 0         | 0      |
| Việt vị        | 0         | 3      |
| Phạt góc       | 1         | 4      |
| Cứu thua       |           |        |